# Strängnäs station

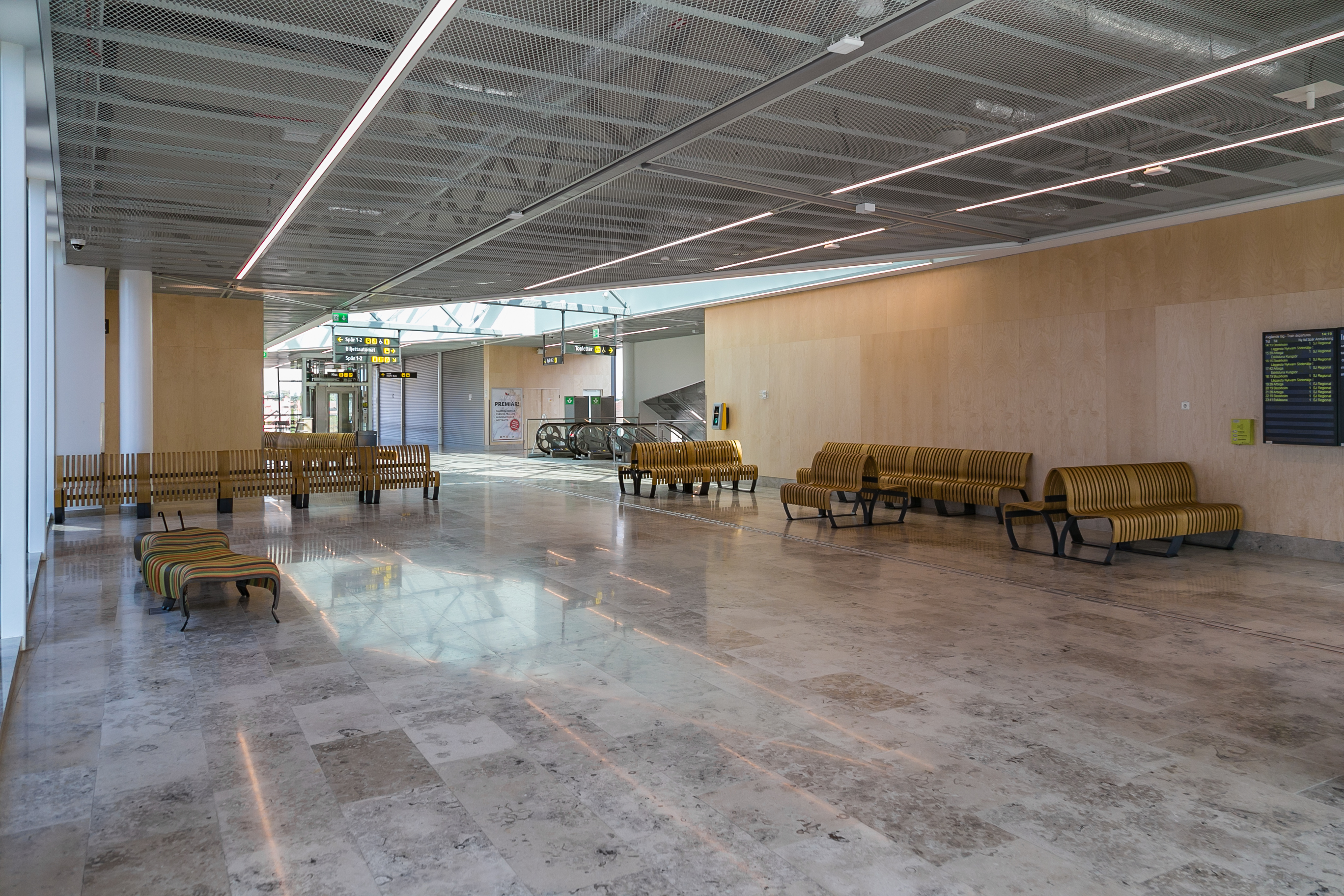
Vänthall på övre plan i Strängnäs resecentrum, 2018.

Strängnäs station, även kallat Strängnäs resecentrum, är järnvägsstationen i Strängnäs. Stationen är dubbelspårig.
Den ursprungliga stationen var en säckstation i slutet på en bibana till Norra Södermanlands Järnväg. När Svealandsbanan 1997 öppnades så byggde man en ny station då den nya järnvägen hade en helt ny sträckning förbi Strängnäs och resenärer slapp tågbyten. Stationen var då enkelspårig, vilket innebar att tåg inte kunde mötas där. Stationen är ombyggd och ett andra spår stod klart för trafik den 30 juni 2018.
Den nuvarande stationsbyggnaden, vid Södertäljevägen, öppnade i december 2017. Den är utrustad med vänthall, handikappanpassade toaletter, hiss, rulltrappor, kiosk och biljettautomater. Under byggnaden finns ett parkeringsgarage vars bygge drog över på tiden och öppnades 14 september 2018. Den 1 oktober 2018 infördes parkeringsavgift för stationens parkeringar för att täcka kommunens utgifter för underhåll, renhållning och väktare. Stationsbyggnaden har två huvudingångar, en från norr och en från söder. Vid båda ingångarna finns korttidsparkering och plats för cyklar. Vid norra entrén finns även taxiplats. I samband med den officiella invigningen fick bussarna vissa justerade linjesträckningar och de gamla hållplatserna ersattes med nya vid den norra entrén. Det finns även gång- och cykelvägar till och från stationen.

## Ombyggnation 2014–2018

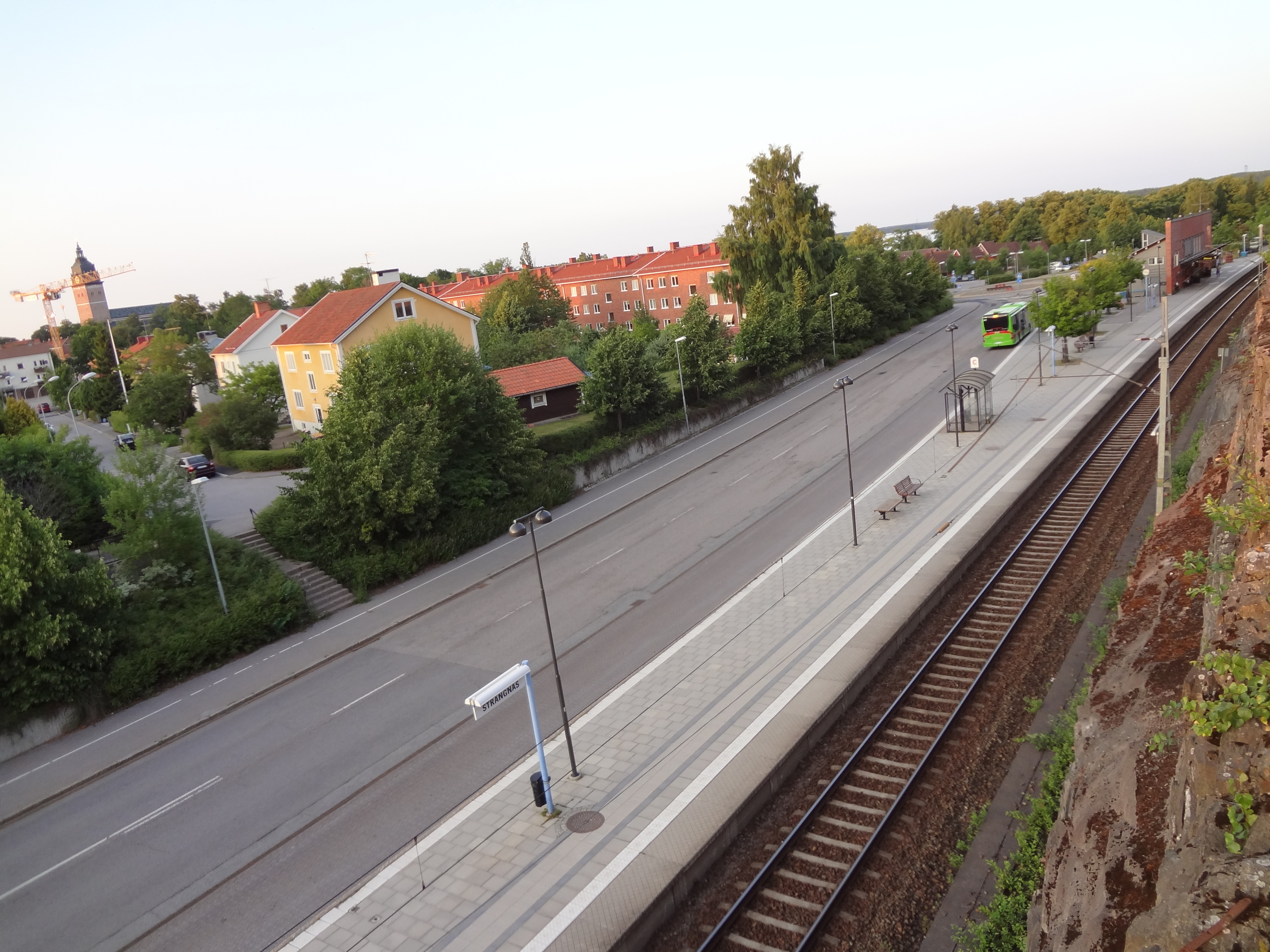
Strängnäs station 2013, före ombyggnaden, sedd från Långberget. Det dåvarande stationshuset skymtar uppe till höger i bild. Den nuvarande stationsbyggnaden är placerad i andra änden av stationen.

En omfattande ombyggnation av Strängnäs resecentrum pågick från 2014 till hösten 2018. Man tvingades att bygga det andra spåret norr om det första, eftersom en bergvägg hindrar bygge söderut. Under byggtiden skulle tågtrafiken generellt sett inte påverkas, med undantag för vissa planerade avstängningar.
Strängnäs kommun räknade med att arbetet skulle påbörjas våren 2014. Trafikverket stod för merparten av kostnaden som arbetet medförde och Strängnäs kommun bekostade en mindre del som delvis finansierades med markintäkter. Detaljplanen för nytt resecentrum vann laga kraft den 24 februari 2014.
Bygget av dubbelspår och järnvägstunnel invigdes planenligt den 8 september 2014. Den nya tunneln trafikeras från och med 26 februari 2018, och det andra spåret är öppet för trafik från och med 30 juni 2018.
Bygget av det större stationshuset pågick 2015–2017 och invigningen av det nya stationshuset var beräknad till oktober 2017, men blev framflyttad till 10 december 2017. I samband med bygget revs det tidigare stationshuset och en tillfällig stationsbyggnad upprättades, båda hade värme, vänthall, toaletter och kiosk. Den tillfälliga stationsbyggnaden stängdes i slutet av augusti 2017 och ett tillfälligt väntrum med toaletter upprättades i väntan på att det stora stationshuset skulle bli klart.
Med anledning av bygget var stora delar av området avspärrat för allmänheten. 19 oktober 2015 till och med april 2017 beräknades bron på Södertäljevägen vara avstängd för all trafik. Bron öppnades för trafik igen från och med morgonen den 17 maj 2017 och i anslutning till bron anlades cirkulationsplatser. Furuledsvägen och delar av Långbergsgatan stängdes av. Trafiken leddes om och tillfälliga gång- och cykelvägar upprättades. Vissa bussturer fick ändrade linjer och hållplatser. Enstaka parkeringsplatser flyttades.

## Strängnästunneln

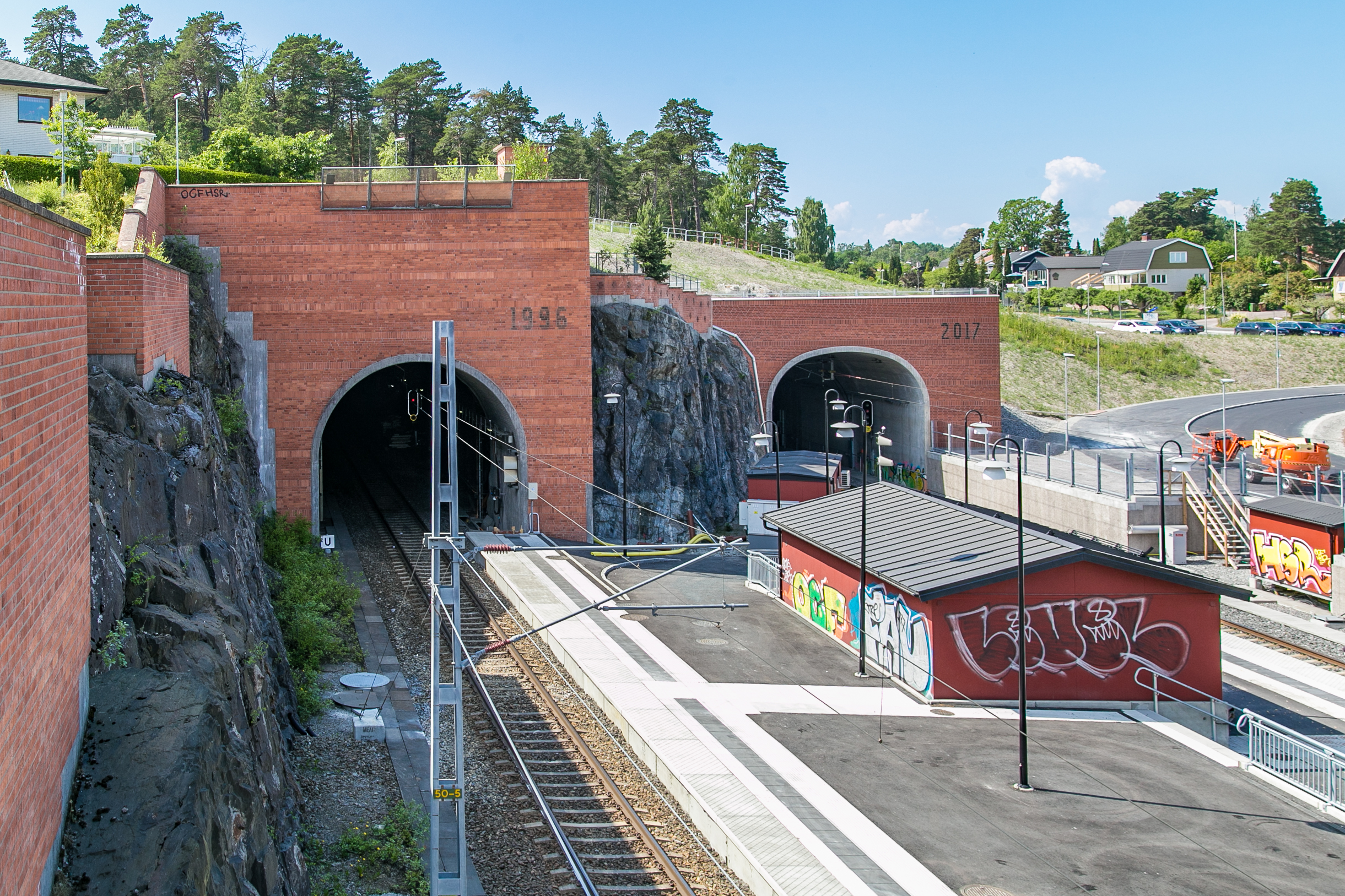
Strängnästunneln.

Strax väster om stationen finns Svealandsbanans längsta tunnel. Den 2 057 meter långa enkelspåriga Strängnästunneln invigdes 1997 och var då den näst längsta järnvägstunneln i Sverige, efter Gårdatunneln. År 2020 är den landets sjuttonde längsta järnvägstunnel. I detta räknas inte tunnlarna i Stockholms tunnelbana.